# 津田麻莉奈
津田 麻莉奈（つだ まりな、1987年〈昭和62年〉6月6日 - ）は、日本の歌手、タレント、キャスターで、女性アイドルグループ・SDN48の元メンバー。
奈良県奈良市出身。ホリプロ所属。

## 略歴
- 関西学院大学総合政策学部卒業。2007年にはプリンセス関西（プリカン）に出場、決勝まで進みファイナリストとなる。
- SDN48加入前は、雑誌『Calens』の読者モデルとして主に近畿地方を中心に活動し、さらに『恋のから騒ぎ』（日本テレビ）の15期生としても活動した[3]。当時、ゲストに出演した谷村奈南とは帝塚山中学校・高等学校で6年間同級生だったことを語っている。
- 大学卒業と共に上京し[1]、2010年5月15日からSDN48（2期生）のメンバーとして活動を開始。同グループの3rdシングル「MIN・MIN・MIN」で初めて表題曲の選抜入りを果たす。
- 2012年3月31日にNHKホールで行われた『SDN48 コンサート「NEXT ENCORE」 in NHKホール』をもってSDN48を卒業。
- 2012年4月13日、AKSよりポニーキャニオンアーティスツへの事務所移籍を公式ブログで発表[4]。
- 2014年3月7日、ポニーキャニオンアーティスツからJVCケンウッド・ビクターエンタテインメントのバージョンミュージックへ2014年3月1日付けで事務所移籍したことを公式ブログで発表[5]。
- 2014年10月20日、JVCケンウッド・ビクターエンタテインメントのバージョンミュージックからホリプロへ2014年10月1日付けで事務所移籍したことを公式ブログで発表[6]。

## 人物
- 4歳下の弟がいる[3]。
- 手束真知子、近藤さや香、芹那らと同じく競馬ファンである。2011年にはダービーWeekのイメージキャラクターに手束、近藤とともに選ばれた。また元関西テレビアナウンサーの杉本清、ラジオNIKKEIアナウンサー（競馬実況を担当）の檜川彰人は、関西学院大学の先輩にあたる。
- 阪神タイガースファンの一家に生まれ、自身も「生まれる前から熱狂的なタイガースファン」を自称する。2歳にして阪神甲子園球場で試合を観戦し、大学生時代は月に1度は足を運んでいた。応援ではもっぱら2003年優勝記念の法被を着用する[7]。
- 唎酒師の資格を取得した事をブログで報告[8]。

## SDN48での参加曲

### シングルCD選抜曲
- 佐渡へ渡る - アンダーガールズB名義
- 淡路島のタマネギ - アンダーガールズB名義
- MIN・MIN・MIN
- カムジャタン慕情 - アンダーガールズA名義
- クリクリ - アンダーガールズA名義

### 劇場公演ユニット曲
SDN48 1st Stage 2期生「誘惑のガーター」公演
- Black boy
- じゃじゃ馬レディー

## 出演

### テレビ
- 恋のから騒ぎ（2008年度、日本テレビ）
- ビーバップ!ハイヒール（ABC）
- 角ぱぁ（ABC）
- コヤブ未来プロジェクト（ABC）
- 炎上base（関西テレビ）
- メッセ弾（テレビ大阪）
- すっぽんの女たち（2010年8月4日・11日、テレビ朝日）
- 競馬場の達人（#241 初回放送：2012年6月24日、グリーンチャンネル）
- 部活なう。（ケーブルネット296）
- 先週の結果分析（グリーンチャンネル、2016年1月12日 - 2018年12月29日）
- 野球好き楽天キャンプin久米島（J SPORTS）中継レポーター（2017年 - ）
- VANで勝ち馬さがしてみませんか（グリーンチャンネル、2019年1月5日 - ）
- MLBイッキ見!（J SPORTS）（2019年 - ）
- 今夜くらべてみました（日本テレビ）（2020年8月5日、「猫を溺愛する女」愛猫・虎太郎くんと共演）

### ラジオ
- Oh!わんだ〜FXナイト!（2013年10月1日 - 2014年12月23日、ラジオNIKKEI第1放送 火 21:30 - 22:00 UstreamのOh!わんだ〜FXナイト!同時放送）
- 世界の株価de資産運用（2016年4月5日 - 2017年9月27日、ラジオNIKKEI第1放送 水 16:00 - 16:30）アシスタント
- 菅下清廣のMarket World Vision（2017年1月 - 、ラジオNIKKEI第1放送 毎月2回 月 8:35 - 9:00）アシスタント
- 町田徹のふかぼり!（2017年10月6日 - 2018年11月30日、ラジオNIKKEI第1放送 金 23:00 - 23:15）アシスタント
- 町田徹のふかぼり!フロントページ（2018年4月6日 - 2018年11月30日、ラジオNIKKEI第1放送 金 16:40 - 17:00）アシスタント

### 雑誌
- KANSAI1週間（講談社）
- JELLY（ぶんか社）
- 小悪魔ageha（インフォレスト）
- Calens（NITTEI）
- TiaraGirl
- 姫style
- MOBS PROOF

### イベント
- 津田麻莉奈の今夜は無礼講!〜3分くらいで○○して、よきところで「け○ば」もいっとく?〜（2012年3月19日、AKB48 CAFE&SHOP AKIHABARA シアターエリア）
- 春の最強的中者は誰だ! JRA2連福で津田麻莉奈に挑戦!（2012年4月22日・29日・5月6日・13日・20日・27日・6月3日、東京競馬場）
- オープン型レーシングセミナー（2012年9月8日・15日・17日・22日・29日、中山競馬場[9]、10月6日・7日・13日・20日・27日、東京競馬場[10]）

### その他
- ジャンカラ×湯快リゾート初代イメージガールズ
- 西善商事株式会社La bells振袖ファッションショーMC
- 京都三条ラジオカフェ イマドキ女子大生通信パーソナリティ
- Calensコレクションファッションショー
- Salusファッションショー